# Radoryż Kościelny
Radoryż Kościelny – wieś (dawniej wieś gminna) w Polsce położona w województwie lubelskim, w powiecie łukowskim, w gminie Krzywda.
W latach 1975–1998 miejscowość administracyjnie należała do ówczesnego województwa siedleckiego.
Wieś stanowi sołectwo w gminie Krzywda. Według Narodowego Spisu Powszechnego Ludności i Mieszkań z roku 2011 wieś miała 387 mieszkańców.
We wsi znajdują się rzymskokatolicki, trójnawowy, neogotycki, kościół parafialny pod wezwaniem Matki Boskiej Częstochowskiej. Świątynię wybudowano w latach 1910–1915 na miejscu drugiego z kolei drewnianego kościoła ufundowanego w 1735 roku przez Krzysztofa Jezierskiego, starostę grodeckiego. Poprzedni kościół pod wezwaniem św. Jakuba, również drewniany, został sfinansowany i uposażony w 1588 roku przez Jana Czyszkowskiego.
Obok kościoła stoi dzwonnica, a nieco dalej znajduje się duży cmentarz parafialny.
We wsi znajdują się sklep spożywczy, remiza Ochotniczej Straży Pożarnej, świetlica wiejska i Szkoła Podstawowa im. Bolesława Prusa (dawniej – gimnazjum). Obok wsi, w dolinie Małej Bystrzycy, położonych jest kilka stawów.

## Galeria

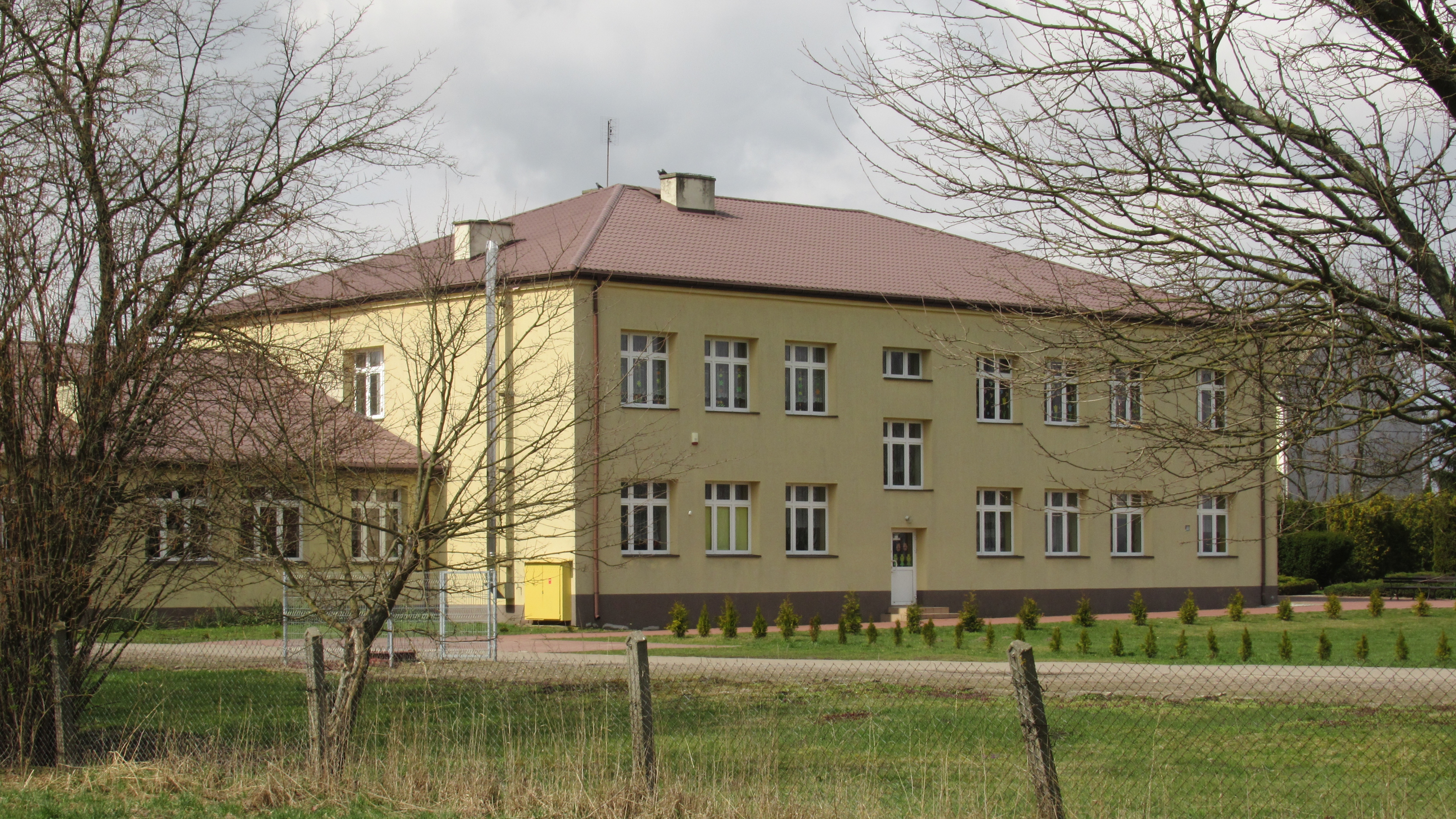
Szkoła Podstawowa im. Bolesława Prusa
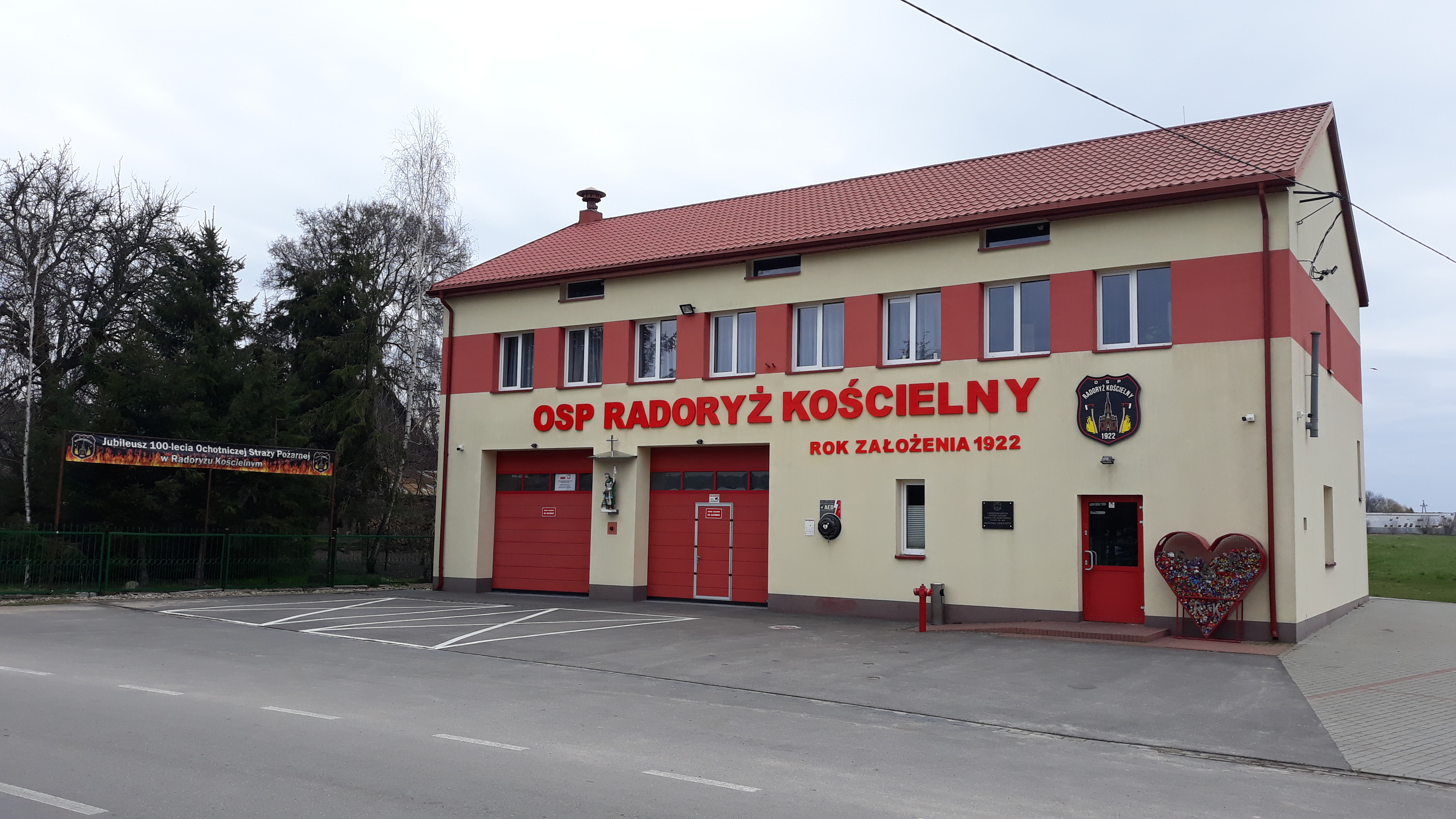
Remiza Ochotniczej Straży Pożarnej
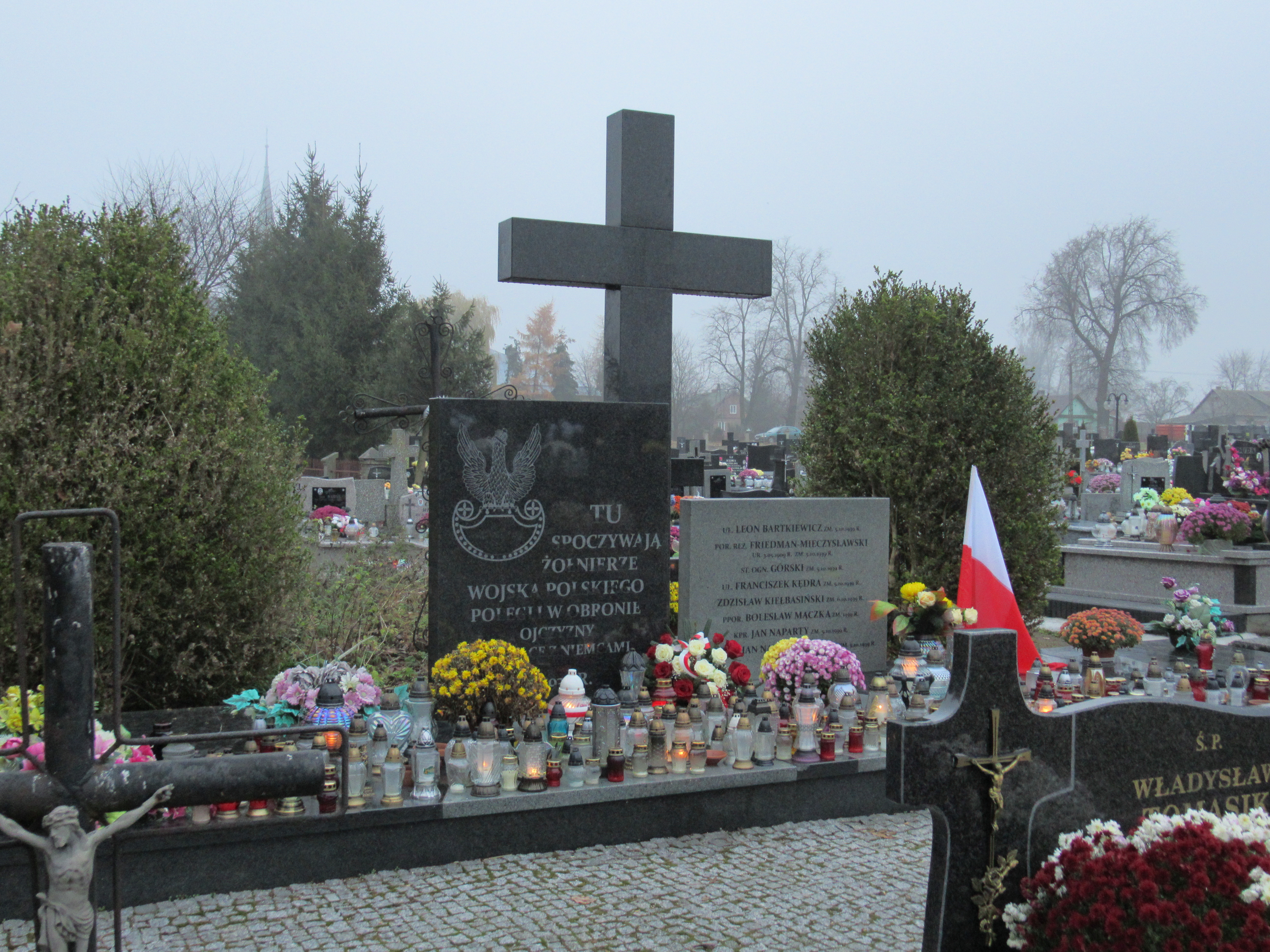
Grób żołnierzy poległych w 1939 roku
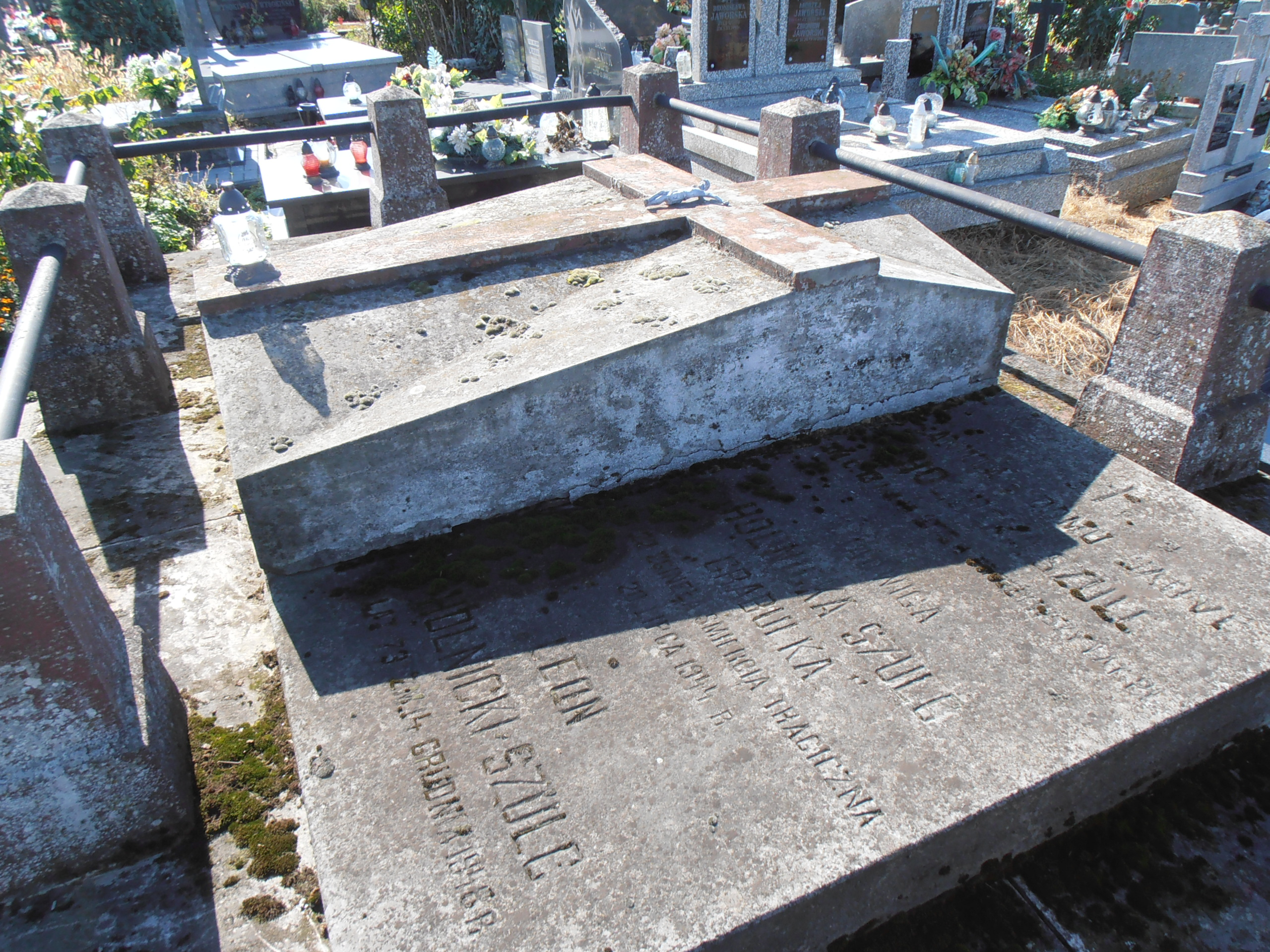
Grób Jadwigi Holnickiej-Szulc
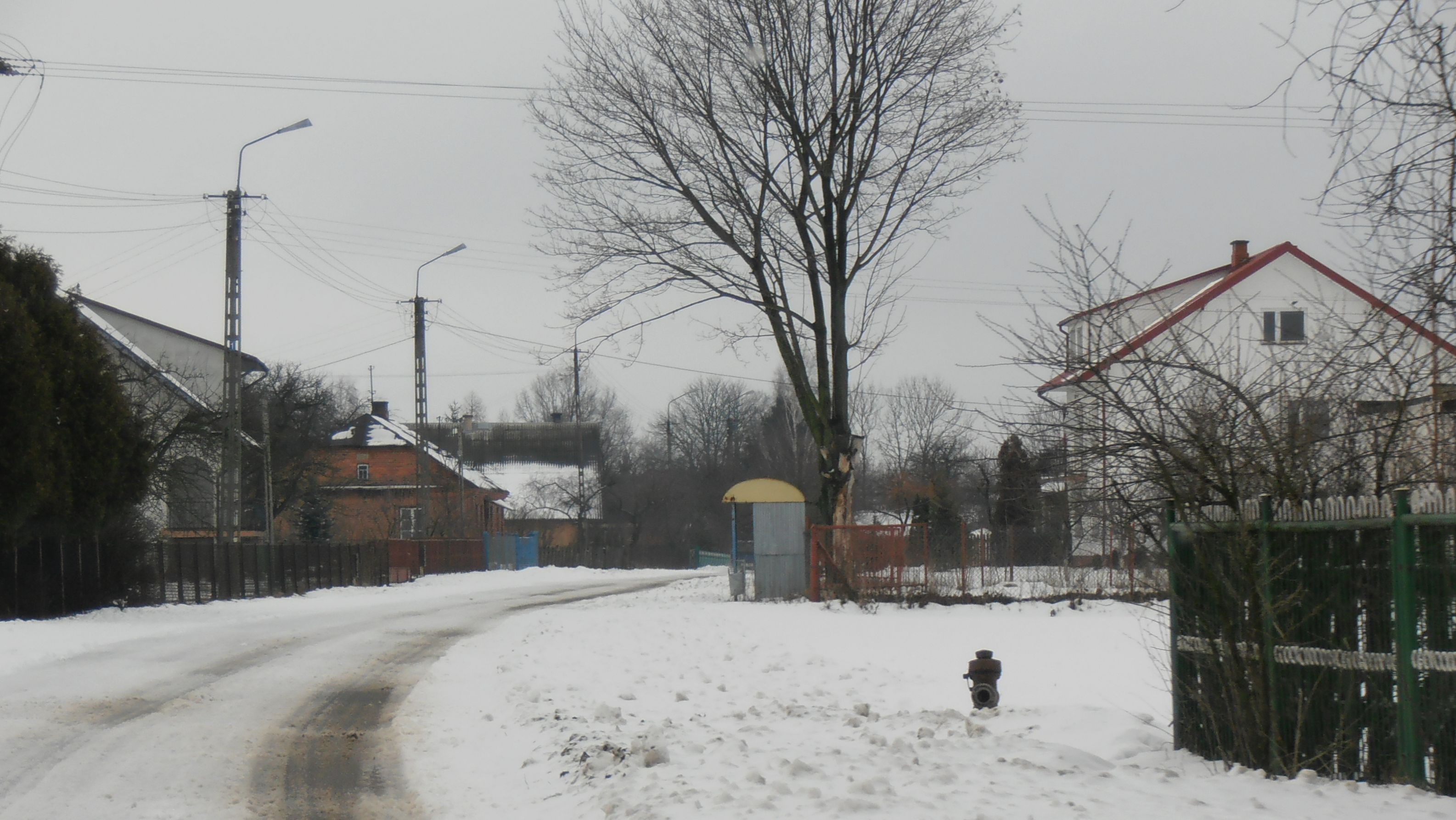
Radoryż Kościelny zimą